# Ángel Fuertes Vidosa
Ángel Fuertes Vidosa [àlies Manolo, Antonio, El maestro de Agüero], (Agüero, 1912 - Portell de Morella, 26 de maig de 1948) va ser un professor d'Aragó, membre del Partit Comunista i de la Unió General de Treballadors (UGT) (Federació de Treballadors de l'Ensenyament).
Va combatre com a soldat lleial a la legalitat republicana durant la Guerra Civil, arribant a aconseguir el grau de comandant. Després de finalitzar el conflicte es va exiliar a França, on va ser un destacat membre de l'Agrupació de Guerrillers Espanyols (AGE) a la Resistència francesa que va combatre l'ocupació nazi en la guerra mundial per l'alliberament de l'Aude. Va ser cap de la brigada de Carcassona i membre de l'Estat Major de l'AGE, rebent la condecoració de l'Orde de l'Alliberament.
En finalitzar el conflicte mundial va tornar clandestinament a Espanya, col·laborant amb José Ruiz Cuadrado en la reconstrucció a l'interior del Partit Comunista a la província de Saragossa. Va formar part del nucli organitzador de la Agrupación guerrillera de Levante y Aragón (AGLA), on va ser comandant, substituint Vicente Galarza Santana, que fou executat el 1947. Va morir a la zona de Morella, en la masia de Guimerans, a la província de Castelló, al costat de Manuel Ortiz, José Nieto Martín, Andrés Gómez i Manuel Torres Camallonga, durant un assalt de dotze membres de la Guàrdia Civil al maig de 1948 al lloc on pernoctaven.